# Saison 3 de Léo Mattéï, Brigade des mineurs
Chronologie
Saison 2 Saison 4
Cet article présente les épisodes de la troisième saison de la série télévisée Léo Mattéï, Brigade des mineurs.

## Distribution

### Acteurs principaux
- Jean-Luc Reichmann : Commandant Léo Mattéï
- Samira Lachhab : Lieutenant Clara Besson
- Florence Maury : Lieutenant, psychologue Jeanne Delorme
- Alexandre Achdjian : Lieutenant Jonathan Nassib
- Stéphane Boucher : Commissaire Divisionnaire Michel
- Doudou Masta : Commandant Lemeur

### Acteurs invités
- Sophie Le Tellier : Madame Legendre (épisode 3)
- David Seigneur : Manu Destrier (épisode 2)
- Mathieu Barbet : Juge Gauvard (épisode 1)
- Béatrice de La Boulaye : Fabienne Langlois (épisode 5)
- Bertrand Constant : Antoine Faubert (épisode 3)
- Bruno Clairefond : Bertrand Cholet (épisode 2)
- Camille Aguilar : Zoé (épisode 6)
- Idriss Roberson : Nicolas (épisode 4)
- Calypso Chloé-Buijtenhuijs : Laetitia (épisode 4)
- Noé Atonga : Boubacar (épisode 4)
- Brice Ournac : Eric (épisode 4)
- Flor Lurienne : Corinne (épisode 4)
- Raymond Aquaviva : Christian Delalande (épisode 2)
- Axelle Simon : La CPE (épisode 4)

## Liste des épisodes

### Épisode 1:Secrets de famille
- France : 24 septembre 2015 sur TF1

- -  France : 4 680 000 soit 19,8 % de PDM [1]

### Épisode 2:L'Amour en fuite
- France : 24 septembre 2015 sur TF1

- -  France : 3 900 000 soit 20,8 % de PDM [1]

### Épisode 3:La Fin de l'innocence
- France : 14 janvier 2016 sur TF1

- -  France : 5 459 000 soit 21,7 % de PDM [2]

### Épisode 4:Livrés à eux-mêmes
- France : 14 janvier 2016 sur TF1

- -  France : 4 610 000 soit 22,5 % de PDM [2]

### Épisode 5:Retour vers le passé
- France : 21 janvier 2016 sur TF1

- -  France : 5 516 000 soit 22,4 % de PDM [3]

### Épisode 6:Génération libérée
- France : 21 janvier 2016 sur TF1

- -  France : 4 910 000 soit 24,1 % de PDM [3]